# Dorfkirche Quastenberg

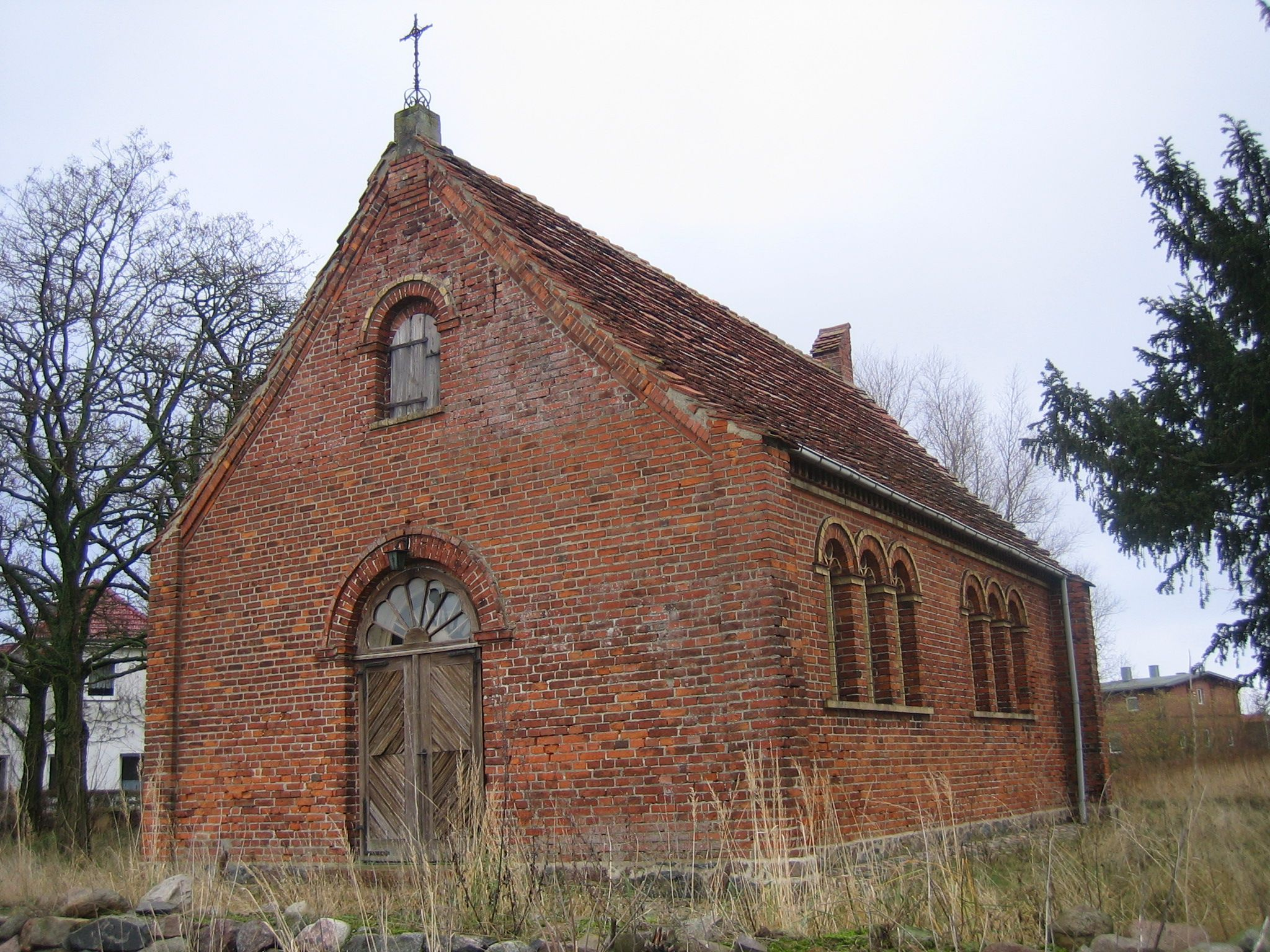
Evangelische Kirche Quastenberg

Die evangelisch-lutherische Dorfkirche Quastenberg ist ein denkmalgeschütztes Kirchengebäude in Quastenberg, einem Ortsteil von Burg Stargard im Landkreis Mecklenburgische Seenplatte (Mecklenburg-Vorpommern). Die Kirchengemeinde gehört zum Kirchengemeindeverband Burg Stargard in der Propstei Neustrelitz im Kirchenkreis Mecklenburg der Evangelisch-Lutherischen Kirche in Norddeutschland.

## Geschichte und Architektur
Die Vorgängerkirche von 1683, ein Fachwerkbau mit Lehmgefachen, besaß keinen Turm, das heutige Gebäude wurde 1842 nach Plänen von Baurat Friedrich Wilhelm Buttel errichtet. Der rechteckige, flachgedeckte Bau ist in Backstein gemauert, die Längswände sind jeweils durch drei Rundbogenfenster gegliedert. Das Maßwerk ist aus gelbem Formstein gefertigt. Das Gebäude ist mit roten Ziegeln gedeckt. Die Logen und das Kirchengestühl stammen aus der Erbauungszeit der Kirche. Der mit rötlichen Ziegeln gedeckte, eiserne Glockenstuhl steht frei neben dem Gebäude, in ihm hängen zwei Glocken. Eine wurde um 1500, die andere um 1522 gegossen. Die Glocke von 1500 ist im oberen Teil durch drei ornamentale Linien verziert, die mittlere Linie zeigt vermutlich hebräische Schriftzeichen. Das Kirchengelände ist von einer Steinmauer umgeben.

## Ausstattung
- Der Kanzelaltar von 1765 stammt aus der Vorgängerkirche.[4]

## Derzeitiger Zustand
Einige Teile der Dachkonstruktion zeigen deutliche Fäulnisschäden, die Eindeckung des Daches ist nicht mehr dicht, Regenwasser dringt ein. Die Fugen im Ziegelmauerwerk sind durch Insekten stark ausgehöhlt und ausgewittert, die Fugen im Feldsteinsockel sind ausgewaschen. Nässe kann eindringen und die Mauern zerstören. Die Bleiverglasungen der Fenster sind angegriffen und nur unzulänglich abgedichtet.